# Idiotville
Idiotville az Amerikai Egyesült Államok északnyugati részén, Oregon állam Tillamook megyéjében elhelyezkedő kísértetváros.
A közeli patak nevét a településről kapta, és 1977-től Idiot néven szerepel a hivatalos nyilvántartásokban. A pataktól nyolcszáz méterre fekvő Ryan’s Campben fakitermelés folyt. Úgy gondolták, hogy a hely annyira távol esik mindentől, hogy „csak egy idióta dolgozna ott”. A település furcsa neve által vált ismertté.

## Fordítás
- Ez a szócikk részben vagy egészben  az   Idiotville, Oregon című angol Wikipédia-szócikk ezen változatának fordításán alapul.  Az eredeti cikk szerkesztőit annak laptörténete sorolja fel. Ez a jelzés csupán a megfogalmazás eredetét és a szerzői jogokat jelzi, nem szolgál a cikkben szereplő információk forrásmegjelöléseként.